# Wahlkreis North Tyneside

Der Wahlkreis North Tyneside

North Tyneside ist ein Wahlkreis für das britische Unterhaus. Der Wahlkreis wurde zur Unterhauswahl 1997 geschaffen. Er entsendet einen Abgeordneten ins Parlament.

## Grenzen
- 1997–2010: Metropolitan Borough of North Tyneside mit den Wards Battle Hill, Benton, Camperdown, Holystone, Howdon, Longbenton, Riverside, Valley, and Weetslade.
- seit 2010: Metropolitan Borough of North Tyneside mit den Wards Battle Hill, Benton, Camperdown, Howdon, Killingworth, Longbenton, Northumberland, Riverside, Wallsend, and Weetslade.

Der Ward Wallsend war zuvor Teil des Wahlkreises Newcastle upon Tyne East and Wallsend, welcher in Folge der Änderungen im Jahr 2010 zum Wahlkreis Newcastle upon Tyne East geworden ist.

## Abgeordnete
| Wahl | Abgeordneter  | Partei |
| ---- | ------------- | ------ |
| 1997 | Stephen Byers | Labour |
| 2010 | Mary Glindon  | Labour |

## Wahlergebnisse
| Unterhauswahl 2017: North Tyneside | Unterhauswahl 2017: North Tyneside | Unterhauswahl 2017: North Tyneside | Unterhauswahl 2017: North Tyneside | Unterhauswahl 2017: North Tyneside |
| Partei                             | Kandidat                           | Stimmen                            | %                                  | ±                                  |
| ---------------------------------- | ---------------------------------- | ---------------------------------- | ---------------------------------- | ---------------------------------- |
| Labour                             | Mary Glindon                       | 33.456                             | 64,5                               | +8,5                               |
| Conservative                       | Henry Newman                       | 14.172                             | 27,3                               | +8,1                               |
| UKIP                               | Gary Legg                          | 2.101                              | 4,0                                | −12,2                              |
| Liberal Democrats                  | Greg Stone                         | 1.494                              | 2,9                                | −1,6                               |
| Green                              | Martin Collins                     | 669                                | 1,3                                | −1,8                               |
| Wahlbeteiligung                    | Wahlbeteiligung                    | 51.892                             | 65,7                               | +6,7                               |

| Unterhauswahl 2015: North Tyneside     | Unterhauswahl 2015: North Tyneside | Unterhauswahl 2015: North Tyneside | Unterhauswahl 2015: North Tyneside | Unterhauswahl 2015: North Tyneside |
| Partei                                 | Kandidat                           | Stimmen                            | %                                  | ±                                  |
| -------------------------------------- | ---------------------------------- | ---------------------------------- | ---------------------------------- | ---------------------------------- |
| Labour                                 | Mary Glindon                       | 26.191                             | 55,9                               | +5,3                               |
| Conservative                           | Martin McGann                      | 8.997                              | 19,2                               | +0,9                               |
| UKIP                                   | Bridget Fox                        | 7.618                              | 16,3                               | +13,5                              |
| Liberal Democrats                      | John Appleby                       | 2.075                              | 4,4                                | −18,5                              |
| Green                                  | Martin Collins                     | 1.442                              | 3,1                                | +3,1                               |
| Trade Unionist and Socialist Coalition | Tim Wall                           | 304                                | 0,6                                |                                    |
| National Front                         | Bob Batten                         | 191                                | 0,4                                | −0,9                               |
| Wahlbeteiligung                        | Wahlbeteiligung                    | 46.818                             | 59,0                               | −0,7                               |

| Unterhauswahl 2010: North Tyneside | Unterhauswahl 2010: North Tyneside | Unterhauswahl 2010: North Tyneside | Unterhauswahl 2010: North Tyneside | Unterhauswahl 2010: North Tyneside |
| Partei                             | Kandidat                           | Stimmen                            | %                                  | ±                                  |
| ---------------------------------- | ---------------------------------- | ---------------------------------- | ---------------------------------- | ---------------------------------- |
| Labour                             | Mary Glindon                       | 23.505                             | 55,9                               | +5,3                               |
| Liberal Democrats                  | David Ord                          | 10.621                             | 22,9                               | +0,9                               |
| Conservative                       | Gagan Mohindra                     | 8.514                              | 18,3                               | −0,3                               |
| BNP                                | John Burrows                       | 1.860                              | 4,0                                |                                    |
| UKIP                               | Claudia Blake                      | 1.306                              | 2,8                                |                                    |
| National Front                     | Bob Batten                         | 599                                | 1,3                                |                                    |
| Wahlbeteiligung                    | Wahlbeteiligung                    | 46.405                             | 59,7                               | +4,3                               |

| Unterhauswahl 2005: North Tyneside | Unterhauswahl 2005: North Tyneside | Unterhauswahl 2005: North Tyneside | Unterhauswahl 2005: North Tyneside | Unterhauswahl 2005: North Tyneside |
| Partei                             | Kandidat                           | Stimmen                            | %                                  | ±                                  |
| ---------------------------------- | ---------------------------------- | ---------------------------------- | ---------------------------------- | ---------------------------------- |
| Labour                             | Stephen Byers                      | 22.882                             | 61,9                               | −7,6                               |
| Conservative                       | Duncan McLellan                    | 7.845                              | 21,2                               | +6,6                               |
| Liberal Democrats                  | Gillian Ferguson                   | 6.212                              | 16,8                               | +4,4                               |
| Wahlbeteiligung                    | Wahlbeteiligung                    | 36.939                             | 57,2                               | −0,5                               |

| Unterhauswahl 2001: North Tyneside | Unterhauswahl 2001: North Tyneside | Unterhauswahl 2001: North Tyneside | Unterhauswahl 2001: North Tyneside | Unterhauswahl 2001: North Tyneside |
| Partei                             | Kandidat                           | Stimmen                            | %                                  | ±                                  |
| ---------------------------------- | ---------------------------------- | ---------------------------------- | ---------------------------------- | ---------------------------------- |
| Labour                             | Stephen Byers                      | 26.027                             | 69,5                               | −3,3                               |
| Conservative                       | Mark Ruffell                       | 5.459                              | 14,6                               | +0,9                               |
| Liberal Democrats                  | Simon Reed                         | 4.649                              | 12,4                               | +1,9                               |
| UKIP                               | Alan Taylor                        | 770                                | 2,1                                |                                    |
| Socialist Alliance                 | Pete Burnett                       | 324                                | 0,9                                |                                    |
| Socialist Labour                   | Kenneth Capstick                   | 240                                | 0,6                                |                                    |
| Wahlbeteiligung                    | Wahlbeteiligung                    | 37.469                             | 57,7                               | −10,2                              |

| Unterhauswahl 1997: North Tyneside | Unterhauswahl 1997: North Tyneside | Unterhauswahl 1997: North Tyneside | Unterhauswahl 1997: North Tyneside | Unterhauswahl 1997: North Tyneside |
| Partei                             | Kandidat                           | Stimmen                            | %                                  | ±                                  |
| ---------------------------------- | ---------------------------------- | ---------------------------------- | ---------------------------------- | ---------------------------------- |
| Labour                             | Stephen Byers                      | 32.810                             | 72,7                               |                                    |
| Conservative                       | Michael McIntyre                   | 6.167                              | 13,7                               |                                    |
| Liberal Democrats                  | Tommy Mulvenna                     | 4.762                              | 10,6                               |                                    |
| Referendum Party                   | Michael Rollings                   | 1.382                              | 3,1                                |                                    |
| Wahlbeteiligung                    | Wahlbeteiligung                    | 45.119                             | 67,9                               |                                    |